# Globo de Ouro (programa de televisão)
Globo de Ouro foi um programa musical produzido e apresentado pela TV Globo entre 6 de dezembro de 1972 até 28 de dezembro de 1990.
O Canal VIVA, a partir de 17 de setembro de 2016, volta à exibir o programa, às 23h dos sábados.

## Formato
O programa, inicialmente dirigido por Arnaldo Artilheiro e Mário Lúcio Vaz, estreou em dezembro de 1972 com o nome Globo de Ouro – A Super Parada Mensal, e sua proposta era levar ao telespectador os maiores sucessos musicais do momento. A “parada” em questão era um ranking das dez músicas mais tocadas nas estações de rádio naquele mês.
Com transmissão ao vivo no dia da estreia, o programa depois passou a ser gravado e exibido mensalmente às quartas-feiras, às 21h.
Seus primeiros quadros foram o Grande Lançamento do Mês e o Hit Parade do Passado, mas outros surgiram e saíram do ar no decorrer dos 18 anos em que o programa foi exibido, como O Som das Paradas, O Som dos Disc Jóqueis, O Som dos Artistas, O Som das Discotecas etc.
Ao longo desse período, Globo de Ouro também teve diferentes diretores e apresentadores, e foi ao ar em diferentes dias da semana, chegando a ser semanal em algumas épocas.

## Evolução
Uma nova fase teve início em 1976. O programa continuou mensal, mas passou a ser exibido às sextas-feiras, às 21h, com direção de Walter Lacet, agora contando com a presença do público. Todos os meses um grupo de estudantes era convidado para participar das gravações no Teatro Fênix, no Rio de Janeiro. No mês de agosto, quando o Programa Silvio Santos deixou de ser transmitido pela TV Globo, Globo de Ouro passou a ser exibido semanalmente, aos domingos, durante um ano.
Em 1977, Globo de Ouro ganhou uma nova dupla de apresentadores: os atores Tony Ramos e Christiane Torloni. Os números musicais, até então gravados isoladamente e depois editados, começaram a ser apresentados como espetáculo corrido e com participação de auditório. Em cada programa, os apresentadores entregavam um troféu ao primeiro colocado na parada. Naquele ano, foi ao ar o quadro Saudade Não Tem Idade, que recordava os sucessos do passado.
Em 1981, a direção passou a ser de Márcio Antonucci, e os apresentadores eram o diretor Dennis Carvalho e a atriz Myrian Rios. O novo quadro, Geração 80, com músicas destinadas ao público jovem, tinha a apresentação dos atores Nádia Lippi e Kadu Moliterno.
Maurício Nunes assumiu a direção de Globo de Ouro em 1985, quando a apresentação passou a ser feita por Myrian Rios e Lauro Corona. Os dois atores também comandaram o especial de janeiro de 1987, com os maiores sucessos internacionais de 1986 no Brasil. Parte do repertório, dedicado ao jazz, mostrou alguns dos artistas que tinham participado do Free Jazz Festival.
Depois desse especial, o programa ficou três meses fora do ar, voltando a ser exibido em abril, com Isabela Garcia e César Filho como apresentadores e Dennis Carvalho como diretor. Globo de Ouro passou a mostrar, além da parada de sucessos, números musicais da preferência de cinco regiões brasileiras – Sul, Grande São Paulo, Grande Rio, Centro-Oeste e Norte/Nordeste. Parte das músicas passou a ser gravada sem playback, ao vivo. Segundo Dennis Carvalho, essa foi uma das grandes experiências de sua vida, pela oportunidade de dirigir estrelas da música como Tom Jobim, Chico Buarque, Caetano Veloso, Tim Maia, Zeca Pagodinho e sua banda, e os Titãs.
O programa voltou a ser semanal em 1988, com direção de Alexandre Braz. Ia ao ar nas tardes de domingo, com os convidados apresentando suas canções sempre ao vivo. O esquema de exibição passou a ser o seguinte: nos três primeiros domingos de cada mês, o programa mostrava as três primeiras colocadas nas paradas e as cinco músicas mais pedidas pelo público nas cinco regiões do país. Para o último domingo, ficava reservada a Grande Parada de Sucessos, com as dez músicas mais tocadas durante todo o mês. Em setembro daquele ano, Cláudia Abreu substituiu Isabela Garcia na apresentação.
No início de 1989, ainda semanal, Globo de Ouro passou a ser apresentado nas noites de quarta-feira por Cláudia Raia e César Filho. Já em março do mesmo ano, a equipe mudou novamente: Maurício Tavares tornou-se diretor do Globo de Ouro, juntamente com Alexandre Braz, e Isabela Garcia e Guilherme Fontes passaram a ser os apresentadores do programa. O quadro Saudade Não Tem Idade voltou a ser exibido, juntamente com outro, dedicado a datas especiais – artistas brasileiros cantavam uma música que estivesse ligada a alguma comemoração (como os 35 anos do rock, por exemplo).
Em setembro de 1989, Guilherme Fontes foi substituído pelo locutor de rádio Jimmy Raw. Novos quadros foram criados em outubro daquele ano, como Flashback, com músicas que marcaram época; Grandes Encontros, duetos de intérpretes; e Homenagem ao Compositor, com canções de grandes nomes da música brasileira cantadas por artistas da época.
No último ano de exibição, o Globo de Ouro teve a apresentação de Cláudia Raia e direção de Roberto Talma e J.B. de Oliveira (Boninho). Ao longo do ano quadros como Tema de Novela, Lançamento, Mais Vendido, Atração Fatal, Parada Globo De Ouro foram ao ar. Já especial de fim de ano foi apresentado por Adriana Esteves e Jimmy Raw, que mostraram, em 18 números musicais, os mais votados ao longo de 1990.

## Produção
João Lorêdo esteve à frente da direção do programa em 1973, sendo substituído por Aloysio Legey em março de 1974.
Novos arranjos musicais e diferentes coreografias foram criados para a apresentação das músicas que permaneciam vários meses entre as mais tocadas nas rádios: foi a solução encontrada para evitar que o telespectador cansasse de assistir sempre às mesmas canções.
Além disso, a apresentação também passou a ser substituída por vinhetas com os números de um a dez, anunciando a colocação da música, e por uma voz em off que dizia o nome da canção.
Durante o segundo semestre de 1974, a TV Globo desenvolveu junto com o Sistema Globo de Rádio e o jornal O Globo um programa de apoio à música de carnaval, que ganhou o nome de Convocação Geral e resultou na gravação de um álbum duplo, lançado pela Som Livre no final daquele ano.
Em fevereiro do ano seguinte, a emissora apresentou um Globo de Ouro Especial que reuniu alguns dos participantes do Convocação Geral, entre eles Zé Kéti e João de Barro, e apresentou os destaques do carnaval daquele ano escolhidos por um júri formado por Mozart Araújo, Sérgio Cabral, Mauro Monteiro, Macedo Miranda Filho e Luiz Lobo.
Globo de Ouro ainda teve dois programas especiais voltados para outras edições do Convocação Geral, que foram exibidos nos carnavais de 1976 e 1977.
Em 1987, o cenário – antes um palco – foi transformado numa arena, cercada de arquibancadas que deixavam a plateia mais próxima do artista.
Em 1988, as arquibancadas foram ampliadas, aumentando o número de espectadores presente às gravações.
Em março de 1989, após dois meses de férias, o programa retorna com um novo cenário um palco branco com luzes azul com duas áreas de plateia. Uma perto da banda. E depois um palco no meio com a plateia atrás do palco e na direita e na esquerda e teve três apresentadores Isabela Garcia e Guilherme Fontes, posteriormente substituído pelo radialista Jimmy Ray.
Em 1990, o programa chegou ao fim de seu auge e o cenário foi reformulado novamente, mas só agora tinha dois cenários e um palco giratório e, dessa vez apenas uma apresentadora, Cláudia Raia. Nesse ano, o Globo de Ouro perdeu sua qualidade com as inovações de edições na época e a espontaneidade, com uma grande apresentadora no comando. Mesmo assim, o programa se manteve bem. Em sua última exibição, o programa, pela primeira vez, foi feito fora do estúdio e com uma plateia imensa, relembrando o antigo formato e com uma audiência satisfatória, na casa dos 19 pontos.
Com o passar dos anos, o programa passou por várias mudanças de formato e estéticas, além de um desgaste natural que contribuiu e muito para o seu fim. Entretanto, a audiência era cativa, registrando em média 25 pontos por programa, algo que era comum na época.

## Fatos sobre o programa
O formato foi vendido para diversos países, como Argentina, Chile, El Salvador, Equador, Estados Unidos, Guatemala, Honduras, México, Nicarágua, Uruguai e também para Curaçao.
Cláudia Raia foi a única pessoa a apresentar o programa sozinha, fato ocorrido durante a última temporada do programa, em 1990.

## Ficha Técnica
Apresentadores
- (1972): Antônio Marcos, Vanusa, Jerry Adriani, Sandra Bréa, Wanderley Cardoso, Odair José e Murilo Nery.
- (1977): Tony Ramos e Christiane Torloni.
- (1981-1982): Dennis Carvalho e Myrian Rios.
- (1981): Nádia Lippi e Kadu Moliterno (Geração 80).
- (1986): Myrian Rios e Lauro Corona.
- (1987 - setembro de 1988): Isabela Garcia e César Filho.
- (1988): Cláudia Abreu e César Filho.
- (1989): Cláudia Raia e César Filho.
- (1989): Isabela Garcia e Guilherme Fontes.
- (1989): Isabela Garcia e Jimmy Raw.
- (1990): Cláudia Raia.
- (28 de dezembro de 1990): Adriana Esteves e Jimmy Raw.
- (2014): Juliana Paes e Márcio Garcia
- (2015): Carolina Dieckmann e Márcio Garcia
- (2016): Cauã Reymond e Taís Araújo

Direção
- Arnaldo Artilheiro e Mário Lúcio Vaz (1972)
- João Lorêdo (1973)
- Aloysio Legey (1974)
- Walter Lacet (1976)
- Márcio Antonucci (1981)
- Maurício Nunes (1986)
- Dennis Carvalho (1987)
- Alexandre Braz (1988, 1989 e 1990)
- Maurício Tavares (1989)
- Roberto Talma e J.B de Oliveira, o Boninho (1990)
- Maurício Sherman (durante os finais de ano de 1986 a 1990)
- Letícia Muhana (2014-2016)

## Reapresentação
Episódios do programa exibidos entre 1988 e 1990 foram reprisados aos sábados e domingos no canal Viva.

## Reeleitura no Viva
Devido ao sucesso do especial de quatro novos episódios de "Sai de Baixo" em 2013, "Globo de Ouro" recebeu 10 novas edições da 19ª temporada, que estrearam no dia 17 de novembro de 2014. As gravações foram realizadas em setembro de 2014 e montado no Palco VIVA, incluindo artistas que foram consagrados no programa, jovens talentos e homenagens. Márcio Garcia e Juliana Paes são os apresentadores da atração especial, que gravou diversas chamadas antes da exibição. Em 2015, foi realizado o Globo de Ouro Palco VIVA Axé, em homenagem aos 30 anos do gênero musical, com a apresentação de Márcio Garcia, agora junto à Carolina Dieckmann. Sua última temporada, em 2016, foi feita em homenagem aos 100 anos do samba, agora com a apresentação de Cauã Reymond e Taís Araújo.
Em 2023, como forma de comemoração aos 50 anos do programa, a atração voltou como um especial exibido no dia 7 de janeiro.